# Choteč u Holic
Choteč (deutsch Chotsch) ist eine Gemeinde in Tschechien. Sie liegt drei Kilometer nordöstlich von Sezemice und gehört zum Okres Pardubice.

## Geographie

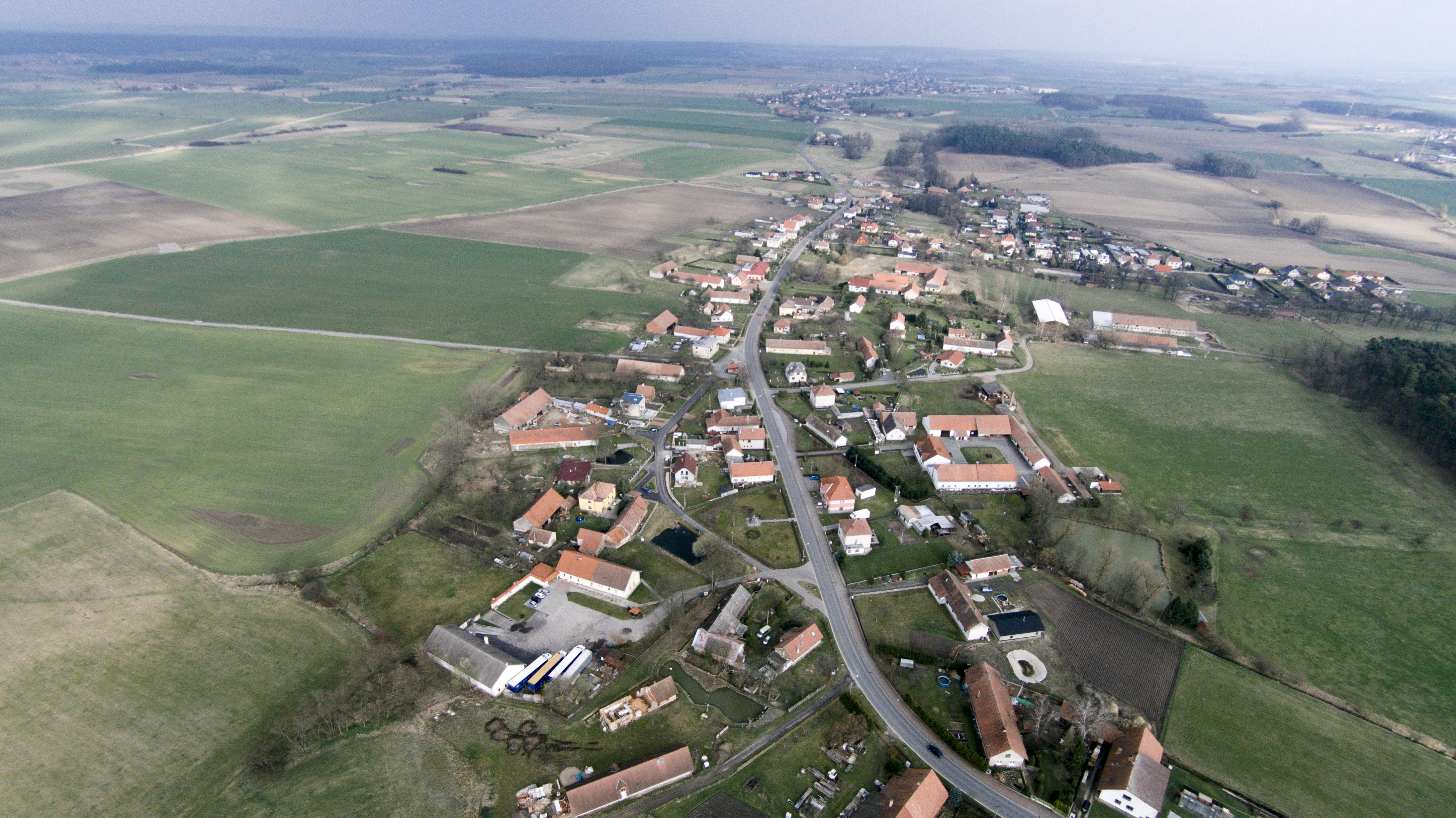
Luftbild

Choteč befindet sich linksseitig des Baches Ředický potok in einer sumpfigen Ebene in der Pardubická kotlina (Pardubitzer Becken). Westlich des Dorfes verläuft die Staatsstraße II/298 zwischen Sezemice und Býšť. Gegen Südwesten liegt der Teich Labská.
Nachbarorte sind Újezd u Sezemic und Rokytno im Norden, Nový Drahoš, Starý Drahoš und Žernov im Nordosten, Dolní Ředice im Osten, Časy im Südosten, Lány u Dašic und Kladina im Süden, Labská, Sezemice und Kunětice im Südwesten, Lukovna im Westen sowie Dražkov, Dříteč und Bohumileč im Nordwesten.

## Geschichte
Funde prähistorischer Gräber belegen eine frühzeitliche Besiedlung der Gegend.
Choteč war im Mittelalter zwischen verschiedenen Besitzern aufgeteilt. Der Ortsname wird von einer Person namens Chodec abgeleitet. Die erste schriftliche Erwähnung des Dorfes erfolgte im Jahre 1394 als Čeněk von Chodeč seinen Besitz an die Zisterzienserinnenabtei Sezemice verkaufte. 1407 erwarb das Kloster auch den Anteil des Martin von Chodeč. Nach der Zerstörung des Klosters durch die Hussiten im Jahre 1421 bemächtigte sich Diviš Bořek von Miletínek des klösterlichen Anteils von Choteč und schlug ihn seiner Herrschaft Kunburg zu. Nach dem Zerfall der Herrschaft Kunburg wurde Choteč 1490 an Brikcích von Libanice verpfändet. Zum Ende des 15. Jahrhunderts erwarb Wilhelm von Pernstein die Herrschaften Pardubitz und Kunburg und vereinigte sie. In der Umgebung des Dorfes ließ er den Teich Labská anlegen. Wilhelm von Pernstein vererbte seine böhmischen Güter 1521 seinem jüngeren Sohn Vojtěch, nach dessen Tod fielen sie 1534 seinem Bruder Johann zu. Dieser hinterließ 1548 seinem Sohn Jaroslav hohe Schulden.
Besitzer des anderen Teils waren in der Mitte des 16. Jahrhunderts die Vladiken Slepotický von Sulice. Markvart Slepotický von Sulice erhielt 1548 bei der Teilung des väterlichen Erbes die Güter Bezděkov, Vejvanovice, Časy, Dvakačovice, Choteč und Třtí; Choteč und Časy verkaufte er 1551 an Jaroslav von Pernstein. Am 21. März 1560 veräußerte Jaroslav von Pernstein die gesamte Herrschaft Pardubitz an König Ferdinand I. Dessen Nachfolger Maximilian II. übertrug die Verwaltung der königlichen Herrschaften der Hofkammer. Zum Ende des 16. Jahrhunderts wurde im Urbar für Choteč 16 Anwesen aufgeführt. Bis zum Ende des 18. Jahrhunderts wurden die Kinder in Sezemitz unterrichtet, danach entstand in Choteč ein hölzernes Schulhaus. 1807 brach beim Leindörren ein Feuer aus, bei dem die Schule niederbrannte. Der Unterricht wurde danach in verschiedenen Privathäusern abgehalten.
Im Jahre 1835 bestand das im Chrudimer Kreis gelegene Dorf Chotsch aus 34 Häusern, in denen 210 Personen, darunter eine protestantische Familie lebten. Pfarrort war Sezemitz. 1837 entstand ein neues Schulhaus. Bis zur Mitte des 19. Jahrhunderts blieb Chotsch der k.k. Kameralherrschaft Pardubitz untertänig.
Nach der Aufhebung der Patrimonialherrschaften bildete Choteč ab 1849 eine Gemeinde im Gerichtsbezirk Pardubitz. Ab 1868 gehörte das Dorf zum politischen Bezirk Pardubitz. 1869 hatte Choteč 259 Einwohner und bestand aus 41 Häusern. Wegen der Unzulänglichkeit der alten Schule entstand zwischen 1881 und 1882 am Ortsrand ein neues Schulgebäude, in dem auch die Kinder aus Časy unterrichtet wurden; 1885 wurde der zweiklassige Unterricht aufgenommen. Im Jahre 1900 lebten in dem Dorf 330 Menschen, 1910 waren es 314. 1930 hatte Choteč 317 Einwohner. Im Jahre 1949 wurde Choteč dem Okres Holice zugeordnet. Seit 1960 gehört die Gemeinde wieder zum Okres Pardubice. Zwischen 1961 und 1990 war Časy eingemeindet. Die Schule wurde 1973 geschlossen und die Kinder nach Sezemice umgeschult. Beim Zensus von 2001 lebten in den 92 Häusern von Choteč 274 Personen. Seit 2001 führt die Gemeinde ein Wappen und Banner.

## Gemeindegliederung
Für die Gemeinde Choteč sind keine Ortsteile ausgewiesen. Die Gemeinde bildet den Katastralbezirk Choteč u Holic.

## Sehenswürdigkeiten

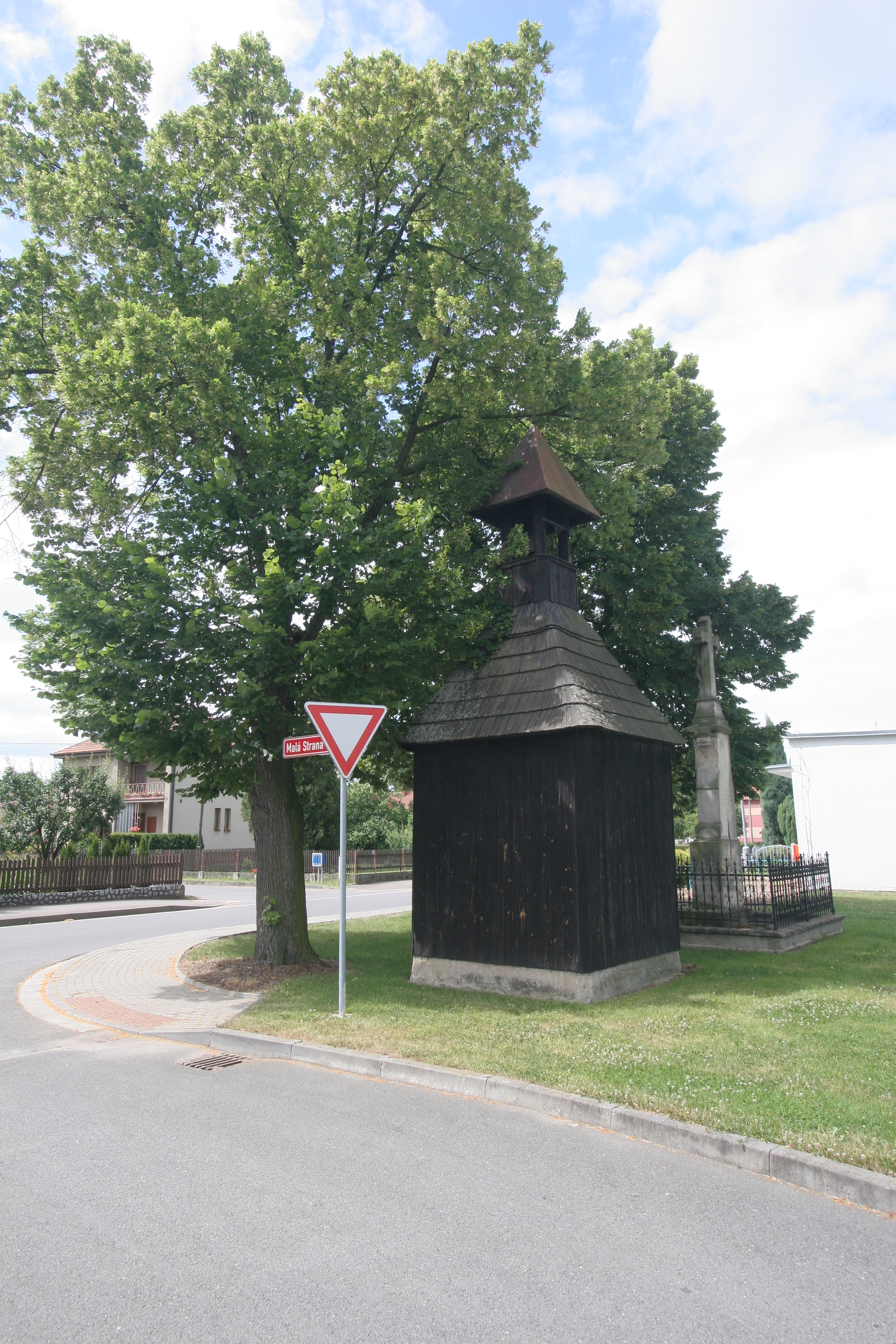
Glockenturm und Kreuz

- Hölzerner Glockenturm mit Schindeldach
- Marmorkreuz auf Sandsteinsockel, es wurde 1856 im neogotischen Stil umgestaltet
- Sandsteinkreuz, geschaffen 1849
- Gedenkstein für die Gefallenen des Ersten Weltkrieges, enthüllt 1919